# HMS Devonshire (39)
Pour les autres navires du même nom, voir HMS Devonshire.
Le HMS Devonshire (pennant number 39) est un croiseur lourd de classe County (sous-classe London) construit pour la Royal Navy à la fin des années 1920.

## Historique
Le navire passe la majeure partie de sa carrière avant la Seconde Guerre mondiale assignée à la Mediterranean Fleet et une courte période dans la China Station. Le 26 juillet 1929, il subit une grave avarie lors d'un entraînement au tir au large de l'île de Skiathos, en mer Égée. L'accident tue 17 hommes d'équipage.

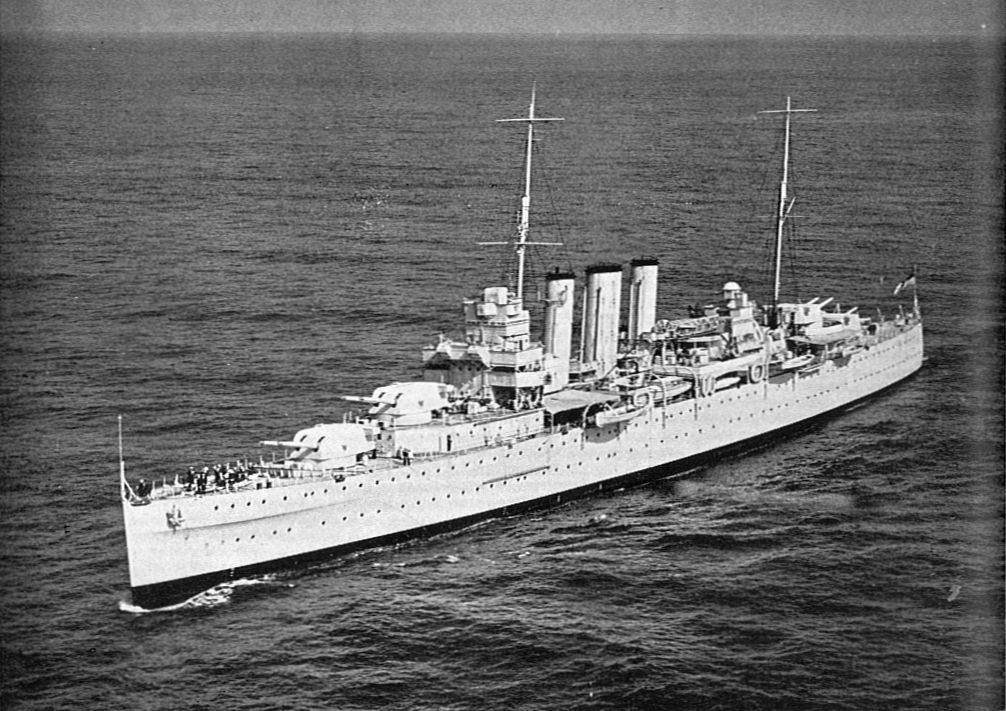
Le Devonshire en 1936.

Pendant la guerre civile espagnole, le Devonshire transporte un émissaire nationaliste à Minorque le 7 février 1939. Le jour suivant, les républicains livrèrent l'île aux nationalistes à bord du croiseur qui navigua à Marseille, avec 452 réfugiés républicains à bord.
Il passe les deux premiers mois de la Seconde Guerre mondiale en Méditerranée jusqu'à son transfert dans la Home Fleet, devenant alors le vaisseau amiral du 1er escadron de croiseurs. Le Devonshire prend part à la campagne norvégienne au milieu de 1940 et évacue le roi Haakon VII, le prince héritier Olav V et des représentants du gouvernement norvégien, dont le Premier ministre, Johan Nygaardsvold le 7 juin. En septembre, il participe à la bataille de Dakar, et la tentative est ratée pour s'emparer de la colonie française de Vichy au Sénégal. Le navire reste ensuite dans l'Atlantique Sud et appuie la France libre pour prendre le contrôle de l'Afrique-Équatoriale française tout en cherchant des raiders de commerce allemands. Le 7 novembre, son hydravion Supermarine Walrus prend part au naufrage du sous-marin Vichyste Poncelet au large du Gabon.

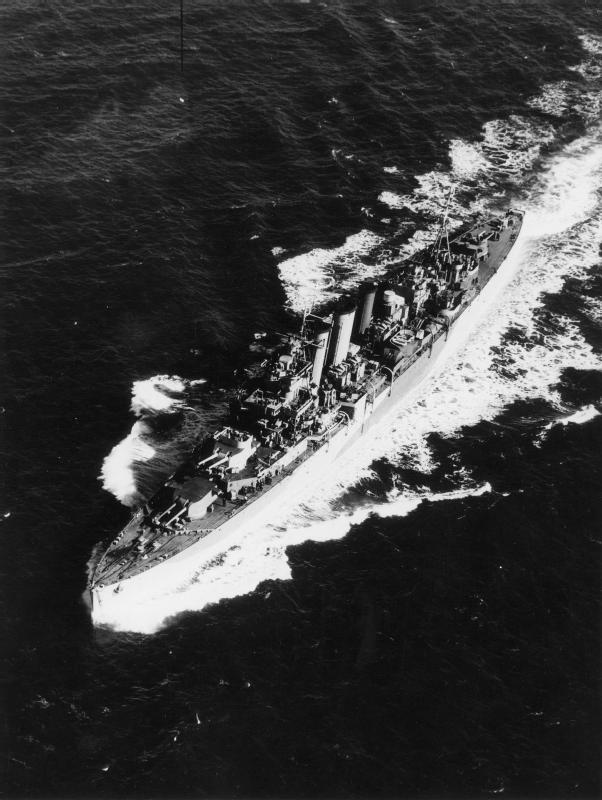
Le Devonshire après son radoub de 1944.

Après la chasse infructueuse du croiseur auxiliaire allemand Kormoran en janvier 1941, le Devonshire rentre à Liverpool le 19 février, et rejoint brièvement la Home Fleet, où il escorte plusieurs porte-avions tout en attaquant les forces allemandes en Norvège et en Finlande et couvrant le premier convoi ("Dervish") vers l'Union soviétique. Peu de temps après, le navire est envoyé dans l'Atlantique Sud où il coule le Q-ship Atlantis, au nord de l'île de l'Ascension. Le Devonshire est ensuite affecté à l'Eastern Fleet dans l'océan Indien et soutient l'invasion alliée de Madagascar au milieu de 1942. Il passe l'année suivante à escorter des convois en Extrême-Orient avant de rentrer au Royaume-Uni pour un long radoub qui dura jusqu'au 20 mars 1944. Après les réparations, en avril 1944, le navire rejoint de nouveau la Home Fleet de Scapa Flow et escorte divers porte-avions jusqu'à la fin de la guerre tout en attaquant des cibles dans les eaux norvégiennes (opérations Mascot, Goodwood et Hardy).
Après la reddition allemande en mai 1945, il devient navire amiral du Contre-amiral James Ritchie et fait route vers la Norvège où il escorte les croiseurs allemands Prinz Eugen et Nürnberg de Copenhague jusqu'à Wilhelmshaven. Le croiseur Devonshire transporte les troupes britanniques à destination et en provenance d'Australie pour le reste de l'année. Le 29 septembre, le croiseur participe au sauvetage des survivants du SS Empire Patrol, un cargo chargé de réfugiés grecs en provenance de Port-Saïd, en Égypte, qui avait pris feu.
En 1947, le navire est transformé en navire-école pour les cadets de la Marine, où la majeure partie de son armement est retiré. En 1953, il participe à la Revue de la flotte pour célébrer le couronnement de la reine Élisabeth II. Le Devonshire est vendu pour démolition le 16 juin 1954 et arrive à Newport, au Pays de Galles le 12 décembre 1954, où il est démoli par la société John Cashmore Ltd.

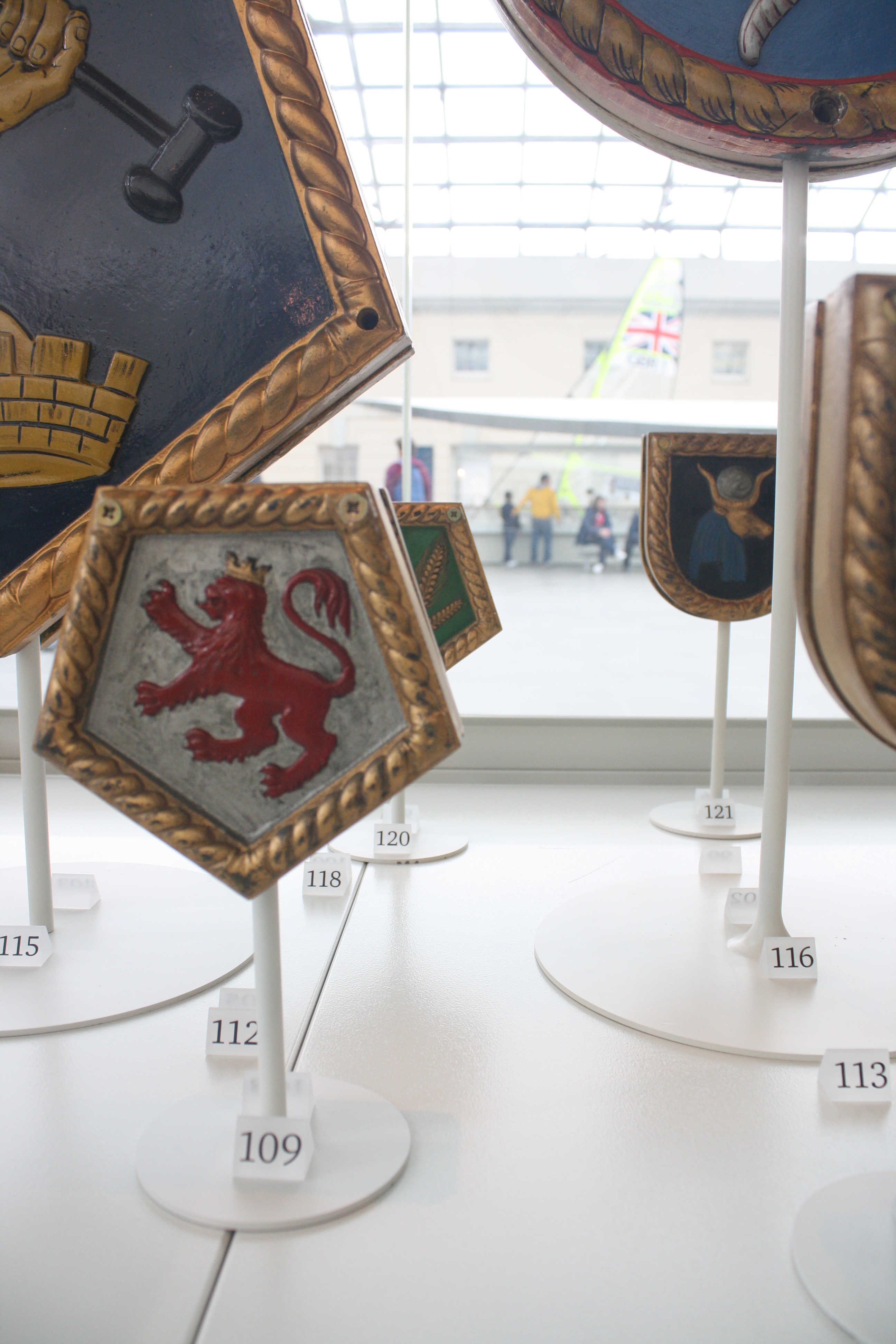
Badge du navire dans le National Maritime Museum.